# Xanthoparmelia camtschadalis
Xanthoparmelia camtschadalis är en lavart som först beskrevs av Erik Acharius, och fick sitt nu gällande namn av Hale. Xanthoparmelia camtschadalis ingår i släktet Xanthoparmelia och familjen Parmeliaceae.   Inga underarter finns listade i Catalogue of Life.